# سيدني تايفافاشي
سيدني تايفافاشي (بالإنجليزية: Sydney Taivavashe)‏ (مواليد 20 مارس 1991)، هي مُخرجة ومُنتجة  سينمائية وكاتبة سيناريو زيمبابوية.

## وصلات خارجية
- سيدني تايفافاشي في قاعدة بيانات الأفلام على الإنترنت